# Carditsa
Carditsa (em grego: Καρδίτσα; romaniz.: Kardítsa) é uma cidade no oeste da Tessália, na Grécia continental. Em 2011, após uma reforma administrativa, o município incorporou os antigos municípios de Ítamos, Calífono, Campos e Mitrópoli.
Cardítsa tem escolas, igrejas, bancos, correios, uma estação ferroviária, um campo desportivo, uma torre de água e praças. Ela tem uma infraestrutura urbana de transporte desenvolvida, com destaque a ciclovias muito utilizadas pela população. Existi também rodovia que chega a cidade e linhas de trem.[carece de fontes?]